# 祁县文庙
祁县文庙是一座明、清古建筑，位于山西省晋中市祁县昭馀镇城内桂林巷，是中华人民共和国山西省文物保护单位之一。
2016年6月6日，祁县文庙公布为第五批山西省文物保护单位。